# Dissotis antennina
Dissotis antennina là một loài thực vật có hoa trong họ Mua. Loài này được (Sm.) Triana mô tả khoa học lần đầu tiên vào năm 1871.